# Afrophthalma malawica
Afrophthalma malawica es un coleóptero de la familia Chrysomelidae.
Fue descrita científicamente por primera vez en 2004 por Medvedev & Kantner.